# 古佩玲
古佩玲（英語：Kelly Gu Pui Ling，1999年9月18日—），香港女演員，《2019年度香港小姐競選》季軍，現為無綫電視經理人合約藝員。

## 背景
古佩玲生於香港，早年回到中國內地入讀位於廣州市番禺區的祈福英語實驗學校。她在參選香港小姐前入圍《中國好聲音》海選，後因學業而退賽。2019年，古佩玲為了一圓婆婆的心願，參選了《2019年度香港小姐競選》，最終奪得季軍及「今日頭條最受歡迎香港小姐」，比賽後於無綫電視簽約成為旗下經理人合約藝員。其後，古佩玲先後於參演多套無綫電視劇集包括《我家無難事》、《換命真相》、《雙生陌生人》和《凶宅清潔師》。
古佩玲於2020年曾在無綫電視處境劇《愛·回家之開心速遞》中亦有客串香港島大學學生「武淺靜」。2021年，古佩玲正式以神婆「申瑞素（June）」一角加入劇組，成為長駐角色，更被封為「女神」。古佩玲憑此劇人氣急升，更於《萬千星輝頒獎典禮2021》首度入圍「飛躍進步女藝員」。

## 演出作品

### 綜藝節目
| 首播     | 節目名                 | 備註       |
| 無綫電視 |                        |            |
| 2019年   | 香港小姐公爵特訓班     | 固定演出   |
| 2019年   | 香港小姐周遊好玩特訓班 | 固定演出   |
| 2019年   | 香港小姐全方位追蹤     | 固定演出   |
| 2019年   | 2019年度香港小姐競選   | 十強參賽者 |
| 2023年   | 善心滿載仁愛堂         |            |

### 電視劇
| 首播       | 劇名                 | 角色                           |
| 無綫電視   |                      |                                |
| 2020年至今 | 愛·回家之開心速遞    | 武淺靜（第942-1244集）         |
| 2020年至今 | 愛·回家之開心速遞    | 申瑞素（June）（第1321集至今） |
| 2021年     | 我家無難事           | C                              |
| 2022年     | 雙生陌生人           | 蓉                             |
| 2022年     | 凶宅清潔師（J2首播） | 招卓楠（Summer）               |
| 2023年     | 隱形戰隊             | 收銀員                         |
| 2023年     | 隱門                 | Gigi                           |
| 2023年     | 寵愛Pet Pet          | 錢敏莉（Bianca）               |
| 2023年     | 羅密歐與祝英台       | 祝英台／祝英喬（青年）         |
| 邵氏兄弟   |                      |                                |
| 2022年     | 飛虎之壯志英雄       | 主播（第18、29集）             |

## 曾獲獎項與提名
| 年份   | 頒獎單位             | 獎項                     | 作品                                                | 結果 |
| ------ | -------------------- | ------------------------ | --------------------------------------------------- | ---- |
| 2019年 | 2019年度香港小姐競選 | 季軍                     | 不適用                                              | 獲獎 |
| 2019年 | 2019年度香港小姐競選 | 今日頭條最受歡迎香港小姐 | 不適用                                              | 獲獎 |
| 2021年 | 萬千星輝頒獎典禮2021 | 飛躍進步女藝員           | 《愛·回家之開心速遞》、《我家無難事》、《換命真相》 | 提名 |
| 2023年 | 萬千星輝頒獎典禮2023 | 飛躍進步女藝員           | 《愛·回家之開心速遞》、《隱門》、《寵愛Pet Pet》    | 提名 |
| 2023年 | 萬千星輝頒獎典禮2023 | 最佳女配角               | 《愛·回家之開心速遞》申瑞素                         | 提名 |
| 2023年 | 萬千星輝頒獎典禮2023 | 最具潛質新人             | 不適用                                              | 獲獎 |